# Молоді стрільці
«Молоді́ стрільці» (англ. Young Guns) — американський кінофільм, знятий у жанрі вестерн і заснований на біографії американського злочинця Біллі Кіда.

## Сюжет
У Нью-Мексико, за часів Дикого Заходу, фермер-англієць Джон Танстолл наймає бездомних молодих «відчайдухів» для охорони свого ранчо від контролюючої округ бандитського угруповання багатого землевласника Мерфі. Коли Танстолл гине від рук найманих убивць, місцеве правосуддя «умиває руки». Але хлопці, які стали однією сім'єю, оголошують вендету Мерфі, замовнику вбивства, і його поплічникам і стають об'єктом найбільшого полювання у всій історії Дикого Заходу. Слава «невловимих месників» і їхнього ватажка відважного Біллі Кіда зростає. Так починалася легенда …

## У ролях
- Еміліо Естевес — Біллі «Кід»
- Кіфер Сазерленд — «Док» Скарлок
- Лу Даймонд Філіпс — Хосе Чавес-і-Чавес
- Чарлі Шин — Річард «Дік» Брюер
- Дермот Малруні — «Брудний Стів» Стефенс
- Кейсі Семашко — Чарлі Боудрі
- Теренс Стемп — Джон Танстелл
- Джек Паланс — Лоуренс Дж. Мерфі
- Террі О'Квінн — Александр Максвін
- Шарон Томас — С'юзан Максвін
- Джеффрі Блейк — Дж. Маклоскі
- Патрік Вейн — Пет Гаррет
- Брайан Кіт — «Бакшот» Робертс
- Ліза Бейнс — Меллорі

## Цікаві факти
- Біллі неодноразово повторює фразу англ. «Reap the whirlwind», посилання до біблійної цитати з Книги пророка Осії 8:7: «Тому, що вони сіяли вітер, то і пожнуть бурю…».
- Пісня англ. «When Irish Eyes are Smiling» співається постояльцями бару, попри те, що вона написана через 34 роки після подій 1878 року.
- Історія банди Біллі «Кіда» згадується й обігрується в романі Олега Дівова «Молоді та сильні виживуть».